# Yiannis Moschovakis
Yiannis Nicholas Moschovakis (em grego:  Γιάννης Μοσχοβάκης; Atenas, 18 de janeiro de 1938) é um matemático estadunidense.
Em 2008 apresentou a Tarski Lectures (Algorithms and implementations /English as an programming language/ The axiomatic derivation of absolute lower bounds). Foi palestrante convidado do Congresso Internacional de Matemáticos em Vancouver (1974: New Methods and Results in Descriptive Set Theory).

## Publicações
- Elementary induction on abstract structures. [S.l.]: North-Holland. 1974[1]2nd edn. [S.l.: s.n.] 2008
- Descriptive set theory. [S.l.]: North-Holland. 1980[2]2nd edn. [S.l.: s.n.] 2005
- Notes on set theory. [S.l.]: North-Holland. 1994